# Den orolige mannen
Den orolige mannen är en kriminalroman från 2009 av Henning Mankell. Romanen är den elfte av tolv om poliskommissarie Kurt Wallander. Den filmatiserades 2013.

## Handling
En vinterdag 2008 försvinner en pensionerad hög marinofficer, Håkan von Enke, under sin dagliga promenad i Lill-Jansskogen. För Kurt Wallander blir det en personlig fråga av högsta rang. von Enke är nämligen Linda Wallanders svärfar och hennes lilla dotters farfar. Trådarna leder bakåt i tiden, till kalla kriget, högerextrema sammanslutningar och lönnmördare från det gamla Östeuropa. Wallander anar att han har kommit en stor hemlighet på spåren. Kanske befinner han sig i utkanten av något som är mångdubbelt allvarligare än Wennerströmaffären, den värsta spionhärva Sverige upplevt. Samtidigt dyker ett ännu mörkare moln upp på hans himmel.